# Исигаки (остров)
Исига́ки (яп. 石垣島 исигаки-дзима, «остров каменной ограды») — остров в островной группе Яэяма островов Сакисима архипелага Рюкю.
Вместе с островами Сенкаку образует административный округ Исигаки в составе уезда Яэяма префектуры Окинава, Япония.

## География
Исигаки является третьим крупнейшим островом префектуры. Его площадь составляет 222,6 км². Население — 46 489 человек (2008).
Остров удалён на 410 км от административного центра префектуры Наха и на 270 км от острова Тайвань. Остров вытянут на северо-восток, образуя несколько полуостровов, соединённых узким перешейком. Среди заливов: Кабира на севере и др.
Самая высокая точка острова — гора Омото высотой 529 м. Крупнейший город острова — Исигаки. Посёлки: Мияра, Сирахо, Хираэ, Охама, Маэсато, Кабира.

## История
На острове Исигаки в 2009 году при строительстве аэропорта были найдены человеческие останки возрастом 27 тыс. лет. Образец SRH 15 из пещеры Сирахо-Саонэтабару датировали возрастом 29 097 – 28 142 лет до настоящего времени (калиброванная дата).
Японские власти планируют до конца 2018 года начать работы по размещению ракетной батареи на острове, в рамках плана правительства по «противостоянию Пекину». Исигаки расположен всего в 110 километрах к югу от островов Сенкаку (китайское название Дяоюйдао), которые являются предметом территориального спора между Пекином и Токио.

## Палеогенетика
У образца SRH 12 (24 558 — 23  997 лет до настоящего времени) из пещеры Сирахо-Саонэтабару определили митохондриальную гаплогруппу B4e, у образца SRH 13 (25 521 — 24 558 лет до н. в.) определили митохондриальную гаплогруппу P. У образцов SRH 188 (4574 — 4452 лет до н. в.), SRH 242 (20 000 лет до н. в.) и SRH 292 (бедренная кость, 16 000 — 9000 лет до н. в.) определили митохондриальную гаплогруппу M7a.

## Фотогалерея

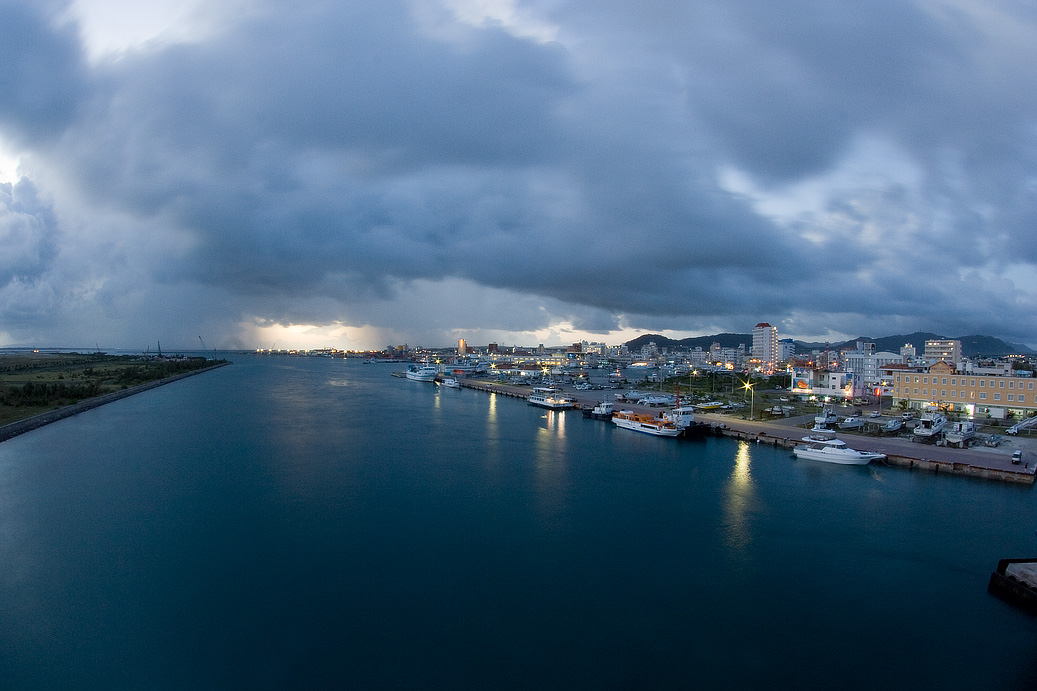
Вид на бухту Исигаки с южного моста
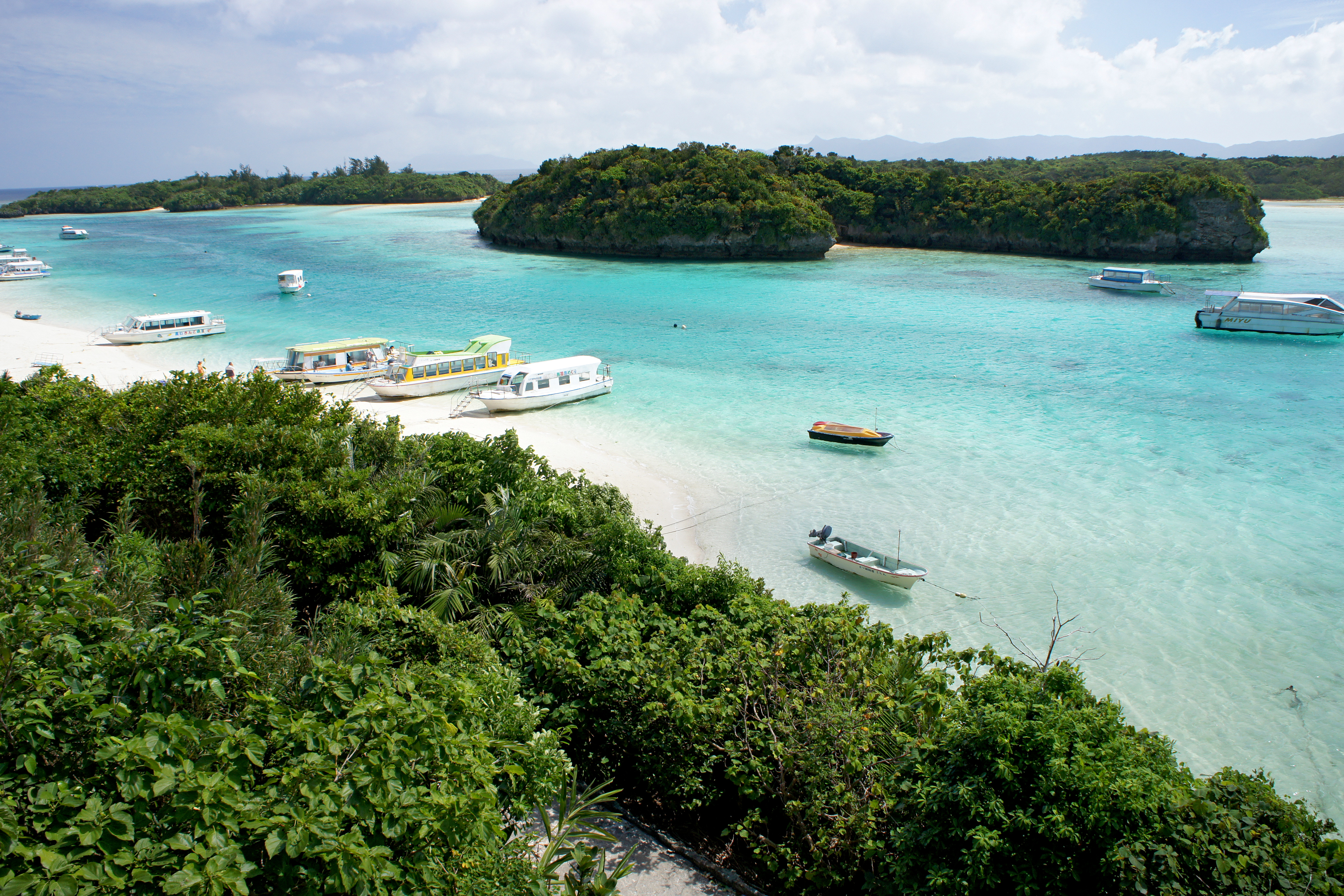
Бухта Кабира
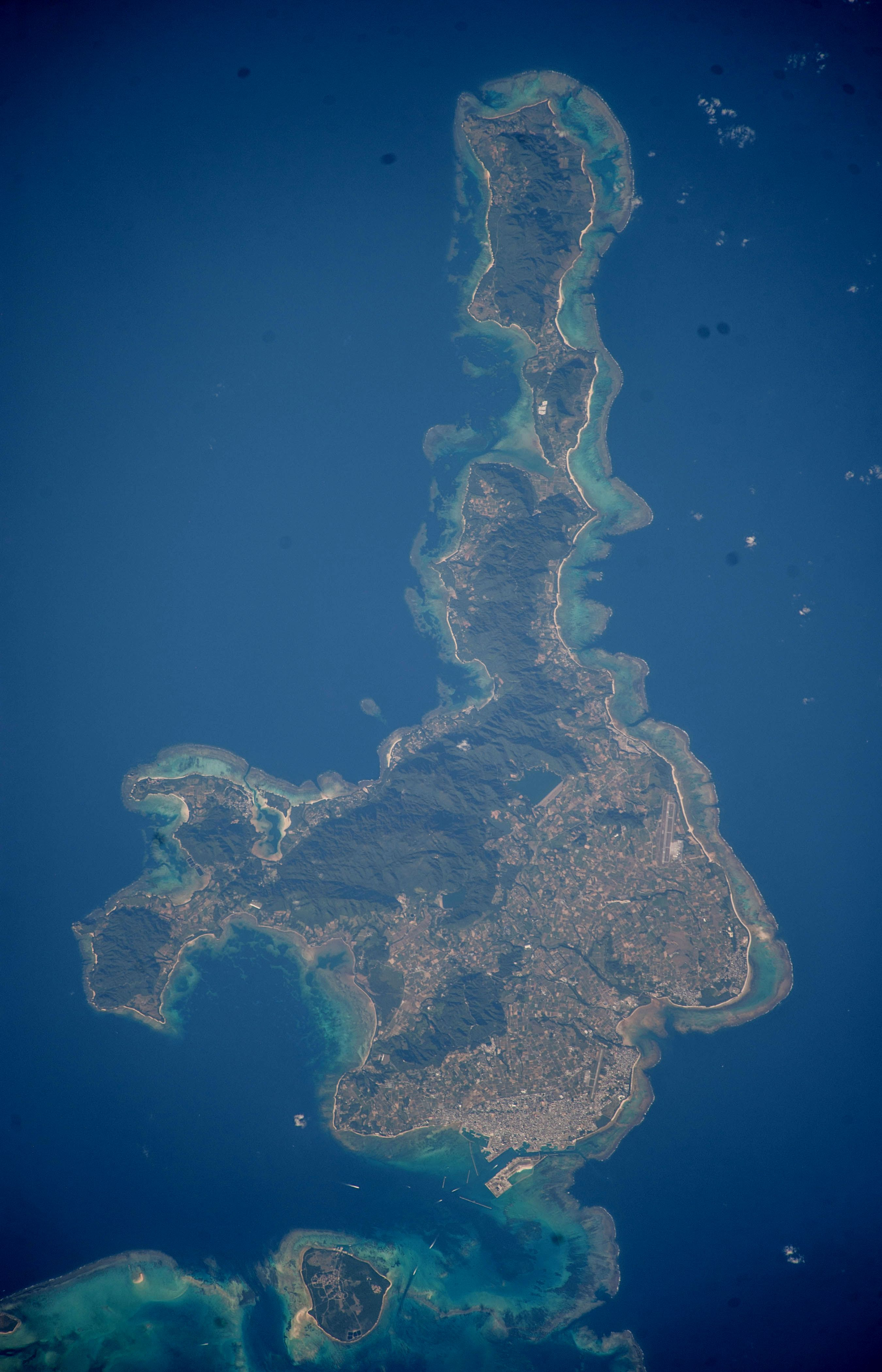
Снимок острова со спутника